# Il più bel regalo di Natale (album)
Il più bel regalo di Natale è una raccolta di canzoni natalizie pubblicata in Italia nel 2010 dal cantante Al Bano. Contiene brani tratti dai precedenti 2 album dedicati allo stesso argomento, Buon Natale - An italian Christmas with Al Bano Carrisi e Buon Natale 2008. Ci sono anche 2 inediti: La speranza e Stabat Mater di Zoltán Kodály.

## Tracce
1. Bianco Natale (Irving Berlin, Filibello)
2. Adeste fideles (tradizionale)
3. Caro Gesù (Albano Carrisi, Romina Power)
4. Ave Maria (Camille Saint-Saëns)
5. Salve Regina (Gregoriano) (Tradizionale, Albano Carrisi, Fabrizio Berlincioni)
6. Il piccolo tamburino (Katherine Kennicott Davis, Henry Onorati, Harry Simeone
7. Io ti cerco (Albano Carrisi, Romina Power)
8. Tra cielo e terra (Giuseppe Giacovazzo, Albano Carrisi, Alterisio Paoletti)
9. Stabat mater (Zoltán Kodaly)
10. Ti ringrazio (Cesáreo Gabaráin)
11. Alleluia (Dal Messiah) (Georg Friedrich Händel, Andris Solims)
12. Ave Maria (Johann Sebastian Bach, Charles Gounod)
13. Panis angelicus (César Franck)
14. Padre nostro (tradizionale)
15. Felice Natale (Happy X-Mas) (John Lennon, Yōko Ono, Albano Carrisi, Romina Power)
16. La speranza (Giuseppe Giacovazzo, Albano Carrisi, Alterisio Paoletti)